# Candoia
Candoia är ett släkte av ormar som ingår i familjen boaormar.
Arterna förekommer på flera öar i den australiska regionen och i Oceanien. På nosens framsida finns en lutande större platta av fjäll och därför ser huvudet när den betraktas från sidan spetsig ut. Storleken och kroppsfärgen varierar mycket beroende på utbredning, även inom en och samma art.
Vuxna individer i fångenskap kan lätt matas med gnagare. Ungarnas uppfostring kan däremot vara problematisk. Honor lägger inga ägg utan föder levande ungar.

## Taxonomi
Arter enligt Catalogue of Life:
- Candoia aspera
- Candoia bibroni
- Candoia carinata

The Reptile Database listar ytterligare två arter.
- Candoia paulsoni
- Candoia superciliosa